# Maya Kingma
Maya Kingma (Breda, 1995) es una deportista neerlandesa que compite en triatlón. Ganó una medalla de bronce en el Campeonato Europeo de Triatlón de 2019, en el relevo mixto.

## Palmarés internacional
| Campeonato Europeo | Campeonato Europeo   | Campeonato Europeo | Campeonato Europeo |
| Año                | Lugar                | Medalla            | Prueba             |
| ------------------ | -------------------- | ------------------ | ------------------ |
| 2019               | Weert (Países Bajos) | Medalla de bronce  | Relevo mixto       |